# Alexander Keith’s

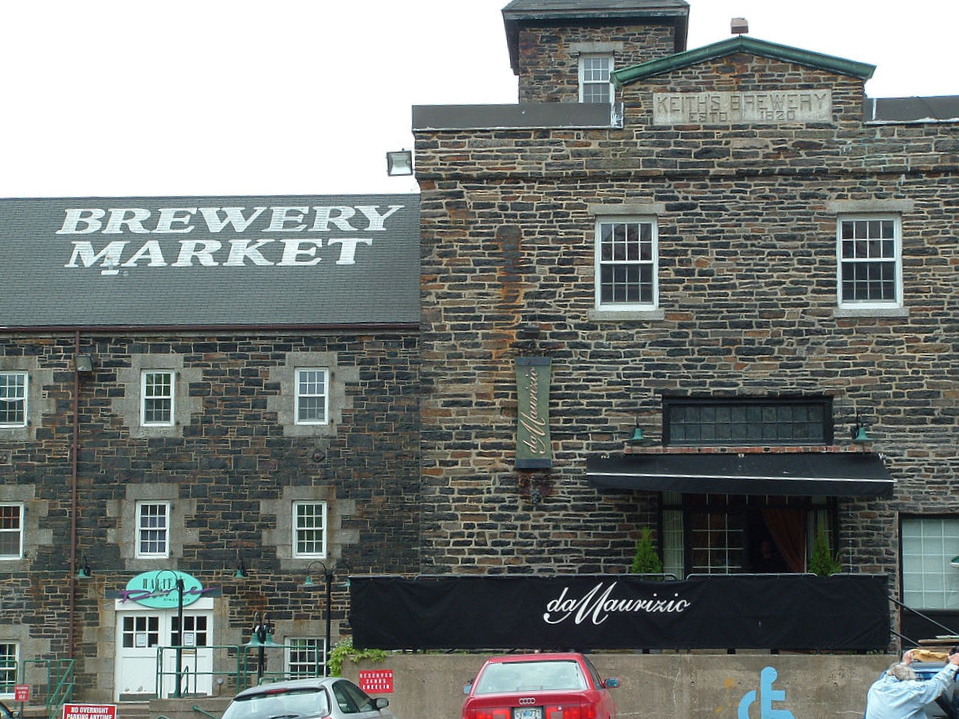
Alexander Keith’s Brewery in Halifax

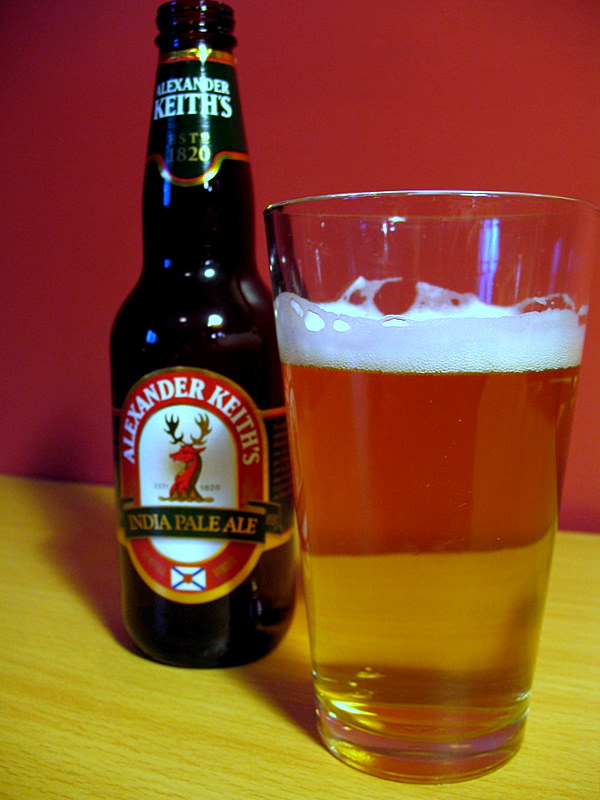
India Pale Ale

Alexander Keith’s ist eine kanadische Brauerei. Sie wurde 1820 von Alexander Keith, einem schottischen Immigranten, in Halifax gegründet. Heute gehört Alexander Keith’s zur Labatt Brewing Company und damit zu AB InBev.
Anfang des Jahres 2016 wurde vor der Küste Halifax eine Flasche Bier gefunden, bei der es sich um eines der ältesten gebrauten Biere weltweit handeln soll. Das 125 Jahre alte Bier stammt von der Brauerei Alexander Keith.

## Produkte
- India Pale Ale
- Light Ale
- Stag's Head Stout
- Premium White
- Red Amber Ale